# Sociedad Cultural Femenina
Sociedad Cultural Femenina (Society of Feminine Culture) var en kvinnoförening i Honduras, grundad 1927. Det var landets första kvinnoförening för kvinnors rättigheter. 
Sociedad Cultural Femenina grundades 1927 av Visitación Padilla, och kom att bli den ledande kraften i kvinnorörelsen i Honduras. Kvinnorörelsens första prioritering under Tiburcio Carias diktatur 1932-1949 var att verka för störtandet av diktaturen och införandet av ett demokratiskt system snarare än kvinnlig rösträtt, eftersom politisk repression uppfattades som huvudfienden till kvinnors rättigheter. Under 1940-talet började kampen för kvinnlig rösträtt dock att inkorporeras i den allmänna kampen för demokratisering, och en verklig kampanj för frågan inleddes. 
Kvinnlig rösträtt godkändes slutligen genom dekret i november 1955, och infördes formellt i 1957 års konstitution.